# 今宵音降る空の下
『今宵音降る空の下』（こよいおとふるそらのした）は、高宮智による日本の漫画作品。『ChuChu』（小学館）にて2009年6月号より同年9月号まで連載された。

## あらすじ
昔は楽しくピアノを弾いていたミヤビだが、母を亡くしたショックや父のいざこざでピアノを弾けなくなった上に、声も失ってしまう。そんな事情からピアノ教室を営む直純のもとへ引き取られるミヤビだが…。

## 登場人物
黄瀬 ミヤビ（きせ みやび）
昔はピアノが好きなわがままで気の強いお嬢様だったが、父親のせいで声を失ってしまう。今はピアノ教室を営む直純に引き取られ、そこの生徒・ユエに「昔の通りにピアノを弾け」と言われている。
野村 ユエ
直純のピアノ教室の生徒。外見の美しさと裏腹に乱暴な性格。昔聴いたミヤビのピアノのファンだった。ミヤビにもう一度昔のようなピアノを弾いてもらいたいと思っている。
美濃部 直純
ミヤビの母親の音大時代の後輩。今はミヤビの親代わり。家でピアノ教室を開いている。
野村 高志
ユエの従兄弟。ミヤビに興味をもち、CMにミヤビを使おうと思っている。

## 書誌情報
- 高宮智『今宵音降る空の下』小学館〈ちゅちゅコミックス〉2009年10月30日発売[1]、ISBN 978-4091328274、全1巻